# Omloop Het Nieuwsblad 2019
De 74e editie van de wielerwedstrijd Omloop Het Nieuwsblad vond plaats op 2 maart 2019. De start was in Gent en de finish in Ninove. De editie voor de vrouwen werd voor de veertiende keer georganiseerd.

## Mannen

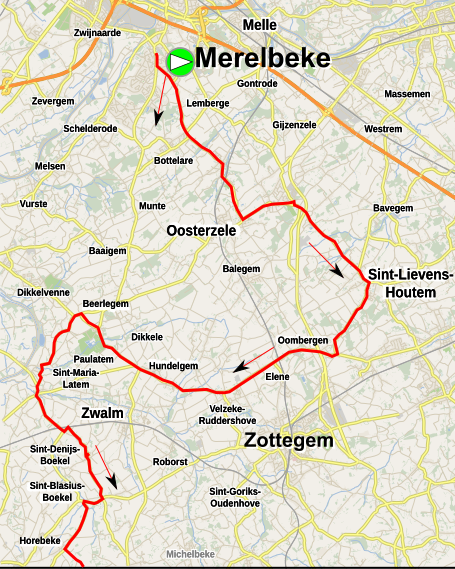
Deel 1 van het parcours

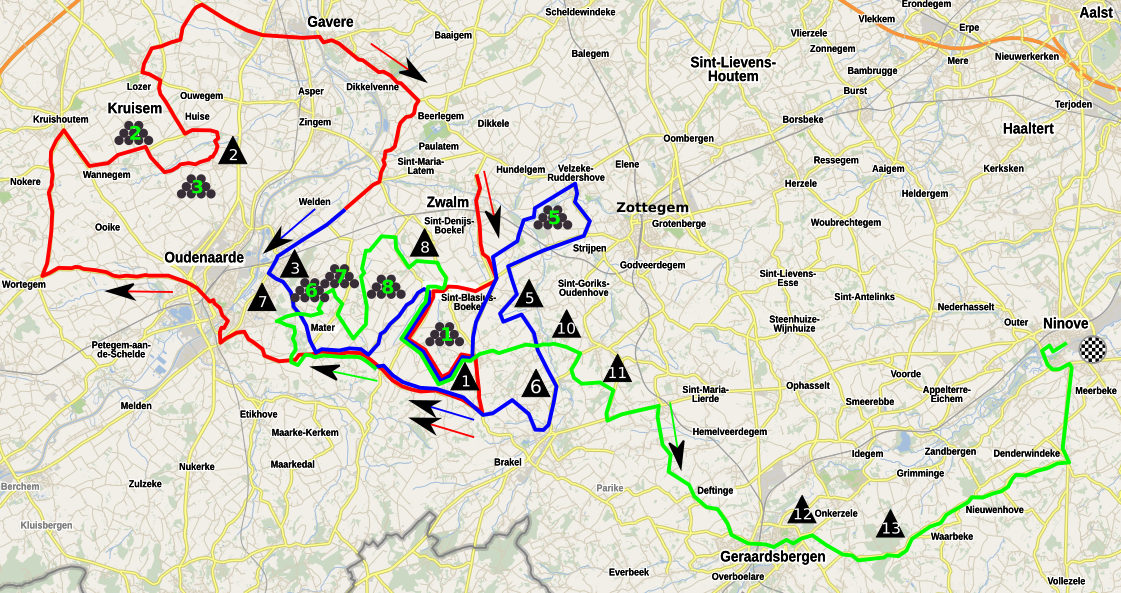
Deel 2 van het parcours

### Deelnemende ploegen
De Omloop Het Nieuwsblad is onderdeel van de UCI World Tour.
| 18 UCI World Tour-ploegen | 18 UCI World Tour-ploegen | 18 UCI World Tour-ploegen | 7 wildcards              |
| ------------------------- | ------------------------- | ------------------------- | ------------------------ |
| AG2R La Mondiale          | EF Education First        | Team INEOS                | Cofidis                  |
| Astana Pro Team           | Groupama-FDJ              | Team Jumbo-Visma          | Corendon-Circus          |
| Bahrain-Merida            | Lotto Soudal              | Team Katjoesja Alpecin    | Total Direct Énergie     |
| BORA-hansgrohe            | Movistar Team             | Team Sunweb               | Roompot-Charles          |
| CCC Team                  | Mitchelton-Scott          | Trek-Segafredo            | Sport Vlaanderen-Baloise |
| Deceuninck–Quick-Step     | Team Dimension Data       | UAE Team Emirates         | Wallonie Bruxelles       |
|                           |                           |                           | Wanty-Gobert             |
|                           |                           |                           |                          |

### Uitslag
| Plaats  | Naam              | Ploeg                 | tijd     |
| ------- | ----------------- | --------------------- | -------- |
| Winnaar | Zdeněk Štybar     | Deceuninck–Quick-Step | 4u53'23" |
| 2       | Greg Van Avermaet | CCC Team              | + 10"    |
| 3       | Tim Wellens       | Lotto Soudal          | z.t.     |
| 4       | Aleksej Loetsenko | Astana Pro Team       | z.t.     |
| 5       | Dylan Teuns       | Bahrain-Merida        | z.t.     |
| 6       | Jempy Drucker     | BORA-hansgrohe        | + 27"    |
| 7       | Yves Lampaert     | Deceuninck–Quick-Step | z.t.     |
| 8       | Philippe Gilbert  | Deceuninck–Quick-Step | z.t.     |
| 9       | Matteo Trentin    | Mitchelton-Scott      | z.t.     |
| 10      | Oliver Naesen     | AG2R La Mondiale      | z.t.     |
|         |                   |                       |          |
| 14      | Dylan van Baarle  | Team Sky              | z.t.     |

## Vrouwen

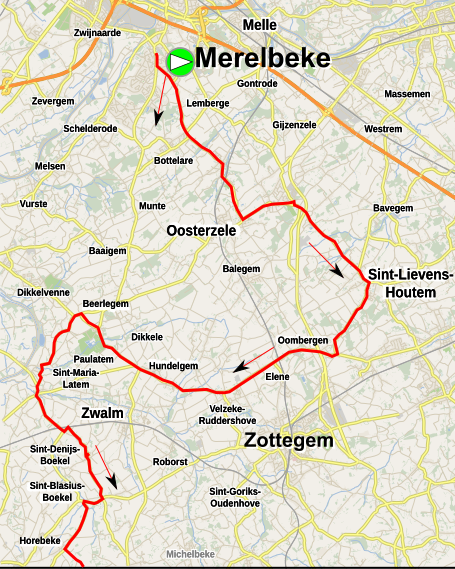
Deel 1 van het parcours

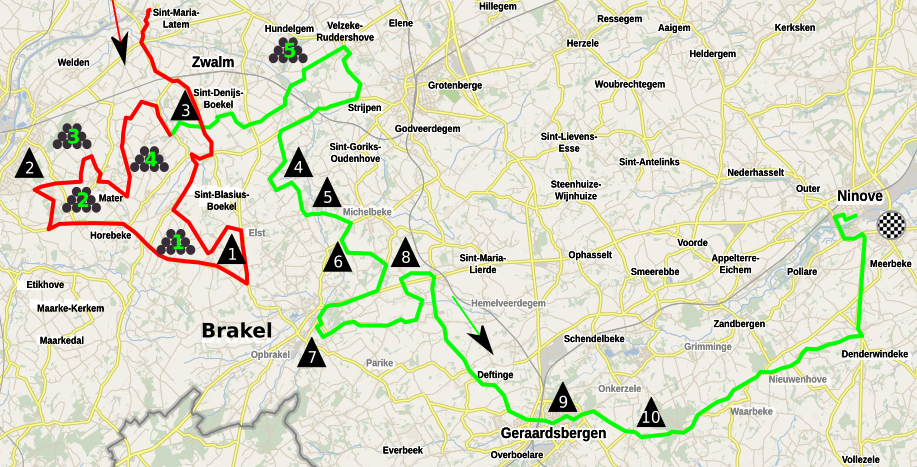
Deel 2 van het parcours

### Deelnemende ploegen
| UCI-teams                          | UCI-teams            | Clubteams                        |
| ---------------------------------- | -------------------- | -------------------------------- |
| Alé Cipollini                      | Hitec Products       | Isorex                           |
| Bepink                             | Lotto Soudal Ladies  | Keukens Redant                   |
| Bigla                              | Mitchelton-Scott     | Multum Accounts                  |
| Boels Dolmans                      | Movistar             | Rogelli-Gyproc                   |
| BTC City Ljubljana                 | Parkhotel Valkenburg | UCI - Centre Mondial du Cyclisme |
| Canyon-SRAM                        | Team Sunweb          |                                  |
| CCC-Liv                            | Team Virtu           |                                  |
| Doltcini-Van Eyck Sport            | Trek-Segafredo       |                                  |
| FDJ Nouvelle-Aquitaine Futuroscope | Valcar-Cylance       |                                  |
| Health Mate-Cyclelive              |                      |                                  |

### Uitslag
| Plaats  | Naam                 | Ploeg                | tijd     |
| ------- | -------------------- | -------------------- | -------- |
| Winnaar | Chantal Blaak        | Boels Dolmans        | 3u20'58" |
| 2       | Marta Bastianelli    | Team Virtu           | + 1'09"  |
| 3       | Jip van den Bos      | Boels Dolmans        | z.t.     |
| 4       | Annemiek van Vleuten | Mitchelton-Scott     | z.t.     |
| 5       | Alexis Ryan          | Canyon-SRAM          | z.t.     |
| 6       | Jeanne Korevaar      | CCC-Liv              | z.t.     |
| 7       | Aude Biannic         | Movistar             | z.t.     |
| 8       | Sofie De Vuyst       | Parkhotel Valkenburg | z.t.     |
| 9       | Christina Siggaard   | Team Virtu           | z.t.     |
| 10      | Floortje Mackaij     | Team Sunweb          | z.t.     |
| 11      | Anna van der Breggen | Boels Dolmans        | z.t.     |
| 12      | Elena Cecchini       | Canyon-SRAM          | z.t.     |
| 13      | Sarah Roy            | Mitchelton-Scott     | z.t.     |
| 14      | Chloe Hosking        | Alé Cipollini        | z.t.     |
| 15      | Stine Borgli         | Keukens Redant       | z.t.     |
| 16      | Anouska Koster       | Team Virtu           | z.t.     |
| 17      | Katarzyna Niewiadoma | Canyon-SRAM          | z.t.     |
| 18      | Soraya Paladin       | Alé Cipollini        | z.t.     |
| 19      | Eugenia Bujak        | BTC City Ljubljana   | z.t.     |
| 20      | Leah Thomas          | Bigla                | z.t.     |

1945 · 1946 · 1947 · 1948 · 1949 · 1950 · 1951 · 1952 · 1953 · 1954 · 1955 · 1956 · 1957 · 1958 · 1959 · 1960 · 1961 · 1962 · 1963 · 1964 · 1965 · 1966 · 1967 · 1968 · 1969 · 1970 · 1971 · 1972 · 1973 · 1974 · 1975 · 1976 · 1977 · 1978 · 1979 · 1980 · 1981 · 1982 · 1983 · 1984 · 1985 · 1986 · 1987 · 1988 · 1989 · 1990 · 1991 · 1992 · 1993 · 1994 · 1995 · 1996 · 1997 · 1998 · 1999 · 2000 · 2001 · 2002 · 2003 · 2004 · 2005 · 2006 · 2007 · 2008 · 2009 · 2010 · 2011 · 2012 · 2013 · 2014 · 2015 · 2016 · 2017 · 2018 · 2019 · 2020 · 2021 · 2022 · 2023 · 2024 · 2025
Tour Down Under ·
Great Ocean Road Race ·
Ronde van de Verenigde Arabische Emiraten ·
Omloop Het Nieuwsblad ·
Strade Bianche ·
Parijs-Nice · 
Tirreno-Adriatico · 
Milaan-San Remo ·
Ronde van Catalonië ·
Driedaagse Brugge-De Panne ·
E3 BinckBank Classic ·
Gent-Wevelgem ·
Dwars door Vlaanderen ·
Ronde van Vlaanderen ·
Ronde van het Baskenland ·
Parijs-Roubaix ·
Amstel Gold Race ·
Ronde van Turkije ·
Waalse Pijl ·
Luik-Bastenaken-Luik ·
Ronde van Romandië ·
Eschborn-Frankfurt ·
Ronde van Italië ·
Ronde van Californië ·
Critérium du Dauphiné ·
Ronde van Zwitserland ·
Ronde van Frankrijk ·
Clásica San Sebastián ·
Ronde van Polen ·
RideLondon Classic ·
BinckBank Tour ·
Ronde van Spanje ·
EuroEyes Cyclassics ·
Bretagne Classic ·
GP van Quebec ·
GP van Montreal ·
Ronde van Lombardije ·
Ronde van Guangxi